# Медаль НАТО
Медаль НАТО (англ. NATO Medal) — це пам'ятна військова нагорода НАТО, яка вручається офіцерам різних армій світу. Нагороджує медаллю Генеральний секретар НАТО за участь в операціях, які проводилися та були ініційовані Північноатлантичним альянсом. Медаль була заснована 20 грудня 1994 року.
На сьогодні існує понад 10 версій медалей:
- за участь в операціях на територіях Косово, Македонії та колишньої Югославії;
- за участь в операціях «Eagle Assist» та «Active Endeavour»;
- за участь в операціях на територіях Афганістану, Іраку, Пакистану, Судану;
- за участь в міжнародній операції в Лівії;
- інші операції (Африка, Балкани);
- заохочувальна медаль «За службу в НАТО».

Медалі, якими нагороджуються військові, що брали участь в операціях НАТО на території Косово, Македонії та колишньої Югославії, мають дві версії застібок: FORMER YUGOSLAVIA («Колишня Югославія») і KOSOVO («Косово»). Застібка «Югославія» вказує на участь в операціях НАТО на території колишньої Югославії, а застібка «Косово» вказує на участь в операціях НАТО на території Косово, або на території колишньої Югославії, яка безпосередньо межує із Косово.
Медалі, якими нагороджуються військові, що брали участь в операціях на територіях Афганістану, Іраку, Пакистану, Судану, Лівії, мають такі застібки: PAKISTAN («Пакистан»), AMIS («Судан»), OUP-LIBYA-LIBYE («Лівія»), NTM-IRAQ («Ірак»), ISAF («Афганістан»).
Медаль, якою нагороджуються військові, що брали участь в операції «Active Endeavour» має однойменну застібку.
Всі медалі виготовлені на замовлення НАТО компанією Eekelers-Centini Intl (Бельгія).
Нижче подано хронологічну таблицю всіх медалей (зокрема й тих, якими вже не нагороджують).

## Медалі НАТО
|  | Пам'ятна медаль НАТО «Колишня Югославія» за участь в операціях НАТО на території колишньої Югославії у період з 1 липня 1992 по 12 жовтня 1998 |

|  | Пам'ятна медаль НАТО «Косово» за участь в операціях НАТО в Косово у період з 13 жовтня 1998 по 31 грудня 2002 |

|  | Пам'ятна медаль НАТО «Македонія» за участь в операціях НАТО в Македонії у період з 1 червня 2001 по 31 грудня 2002 |

|  | Пам'ятна медаль НАТО «ISAF» за участь в операціях НАТО в Афганістані у період з 1 червня 2003 по цей час |

|  | Пам'ятна медаль НАТО «За службу в НАТО» присуджують близько 150 медалей на рік за заслуги перед НАТО |

|  | Пам'ятна медаль НАТО «PAKISTAN» за підтримку після землетрусу в Пакистані у період з 8 жовтня 2005 по 1 лютого 2006 |

|  | Пам'ятна медаль НАТО «NTM-IRAQ» за участь в навчальних місіях НАТО в Іраку у період з 18 серпня 2004 по цей час |

|  | Пам'ятна медаль НАТО «AFRICA» за участь у логістичних операціях в Африці у період з 2005 по 2009 |

|  | Пам'ятна медаль НАТО «OUP-LIBYA-LIBYE» за участь в операціях НАТО в Лівії у період з 23 березня 2011 по 31 жовтня 2011 |

|  | Пам'ятна медаль НАТО «AMIS» за участь в операціях НАТО в Судані |

|  | Пам'ятна медаль НАТО «BALKANS» за участь в операціях НАТО на Балканах у період з 1 січня 2003 по цей час |

|  | Пам'ятна медаль НАТО «Active Endeavour» за участь в однойменній операції НАТО (26 жовтня 2001) |

|  | Пам'ятна медаль НАТО «Eagle Assist» за участь в однойменній операції НАТО у період з 12 жовтня 2001 по 16 травня 2002 |

## Відомі військові, які здобули нагороду

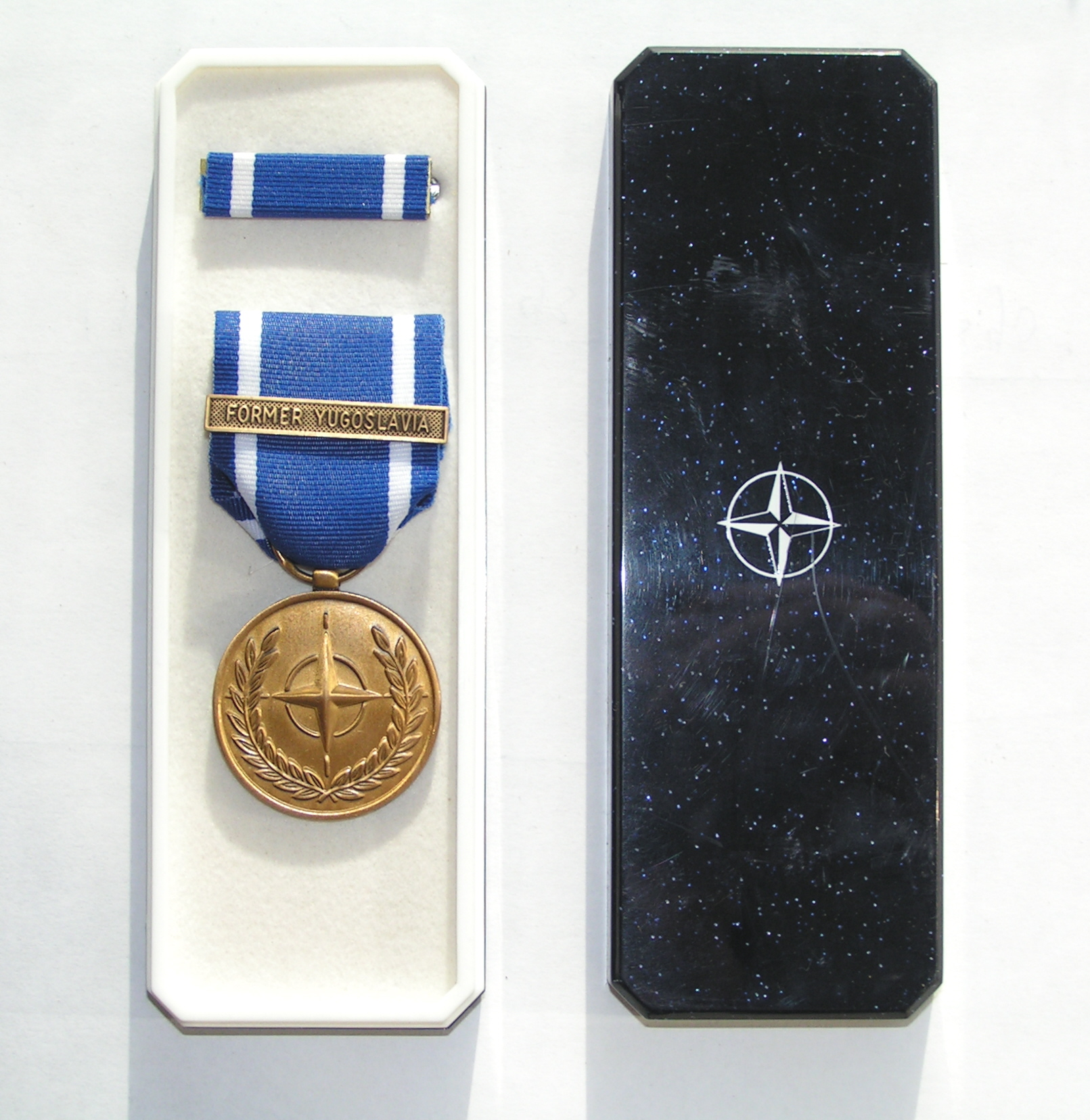
Медаль «Колишня Югославія» у футлярі з емблемою НАТО

- Тронд Мелтінг (норв. Trond Melting) — норвезький офіцер.
- Слот Крістіансен (дан. S. Christiansen) — данський офіцер.
- Пол Чієско (дан. Poul Kiærskou) — данський офіцер.
- Джейм Логан Джонс (англ. James L. Jones Jr) — американський офіцер.